# رانسوم ام. کالیکوت

کالیکوت

رانسوم ام. کالیکوت (Ransom M. Callicott)‏ (۱۲ ژوئیه ۱۸۹۵–۱۴ نوامبر ۱۹۶۲)، رئیس انجمن رستوران ملی، مؤسس مشترک «میان‌وعده‌ها برای میلیون‌ها» و عضوی از شورای شهر لس آنجلس، کالیفرنیا از ۱۹۵۵ تا زمان مرگش بود. او یکی از شکاکان پیشنهاد آوردن بیسبار داجرز از بروکلین و استقرارشان در استادیوم جدید چاوز راوین بود و به دقت بر بررسی برنامه‌ها برای استادیوم قبل از ساخت آن اصرار می‌نمود.

## زندگی‌نامه
کالیکوت از سنت لوئیس میسوری در ۱۹۱۹ میلادی به لس آنجلس آمد و حرفه‌اش را در تجارت رستوران به عنوان پادو برای رستوران‌های زنجیره‌ای برادران بوس شروع کرد. او در ۱۹۳۱ در عملیات کافه تریای کلیفتون در ۱۹۳۲ میلادی به کلیفورد ئی. کلینتون پیوسته و شریک کلینتون شد. او مشاور غذایی دولت در جنگ جهانی دوم بود که در اردوهای نظامی می‌گشت و برای کارکنان خدمات نظامی برنامه غذایی پیشنهاد می‌نمود. او همراه با کلینتون مؤسس مشترک «نیم‌وعده برای میلیون‌ها تن» بود که غذاهایی با پروتئین بالا به نام MPF (غذای چند منظوره) را بسته‌بندی و توزیع می‌کرد تا بدین شکل با گرسنگی مبارزه کند. سایر فعالیت‌ها شامل هدایتگری مؤسسه رفاهی لس آنجلس و ریاست باشگاه تروجان بود، تنها رئیس آنجا که در دانشگاه کالیفرنیای جنوبی شرکت نکرده بوده‌است.
کالیکوت و اولین همسرش آنه کندی در ۱۹۳۹ میلادی طلاق گرفت. او مجدد با آلیس کالیکوت در ۱۹۵۲ میلادی ازدواج کرد و در ۲۰۱ بلوار باختری جنوبی زندگی کردند.
کالیکوت که شهردار نوریس پولسون و عضو شورای شهر جیمز سی. کورمن را در پیشنهادی برای آوردن کنوانسیون ملی جمهوری‌خواه ۱۹۶۰ میلادی به لس آنجلس همراهی می‌نمود، در ۶۲ سالگی ابتدا از بیماری مزمن قلبی در آوریل ۱۹۵۹ میلادی در واشینگتن DC رنج برد و در بیمارستان دانشگاه جورجتاون درمان شد. بعد سه سال از آن اتفاق در خانه‌اش واقع در ۳۵۳ مکان پارک لافایت جنوبی ۳۵۳ براثر حمله قلبی در ۱۴ نوامبر ۱۹۶۲ میلادی هنگامی که سه فرزندش برایان، برت و چارلز ادوارد و دختر حاصل از ازدواج اولش، ماری روز براون را بیرون برده بود فوت کرد. خاکسپاری در پارک یادبود چمنزار جنگلی گلندیل صورت پذیرفت.

## تجارت
کالیکوت به عنوان رئیس انجمن رستوران کالیفرنیای جنوبی (۱۹۴۷–۱۹۵۰) در فوریه ۱۹۴۹ به واشینگتن DC رفت تا علیه پیشنهاد افزوده شدن رستوران‌ها به قانون دستمزدها و ساعات فدرال لابی کند. او گفت: «اگر این قانون تصویب شود، صنعت ما با ۴۰ ساعت کار در هفته مواجه خواهد شد. این بدان معناست که اتحادیه‌ها برای ۴۰ ساعت کار دستمزدی را پرداخت خواهند نمود که اکنون برای ۴۸ ساعت می‌پردازند.» او پیش‌بینی کرد که با تصویب این قانون قیمت‌ها بالاتر رفته و موجب ورشکستگی رستوران‌ها و ایجاد بیکاری خواهد شد.
این انجمن میزبان کنوانسیون و نمایشگاه رستوران‌های منطقه‌ای ساحل آرام در اوت ۱۹۴۸ میلادی بود که کالیکوت در آن سخنگو بود. همچنین او سفری را به پایتخت در مه ۱۹۵۱ میلادی برنامه‌ریزی نمود تا علیه قواعد جدید مربوط به سقف قیمت‌های گوشت‌های حمل شده از دنورِ کلرادو بجنگد. او هنگام بازگشت رستورانداران را برای کار علیه قوانین «دفتر پایدارسازی قیمت» یا حذف کامل گوشت از منوهایشان تشویق کند.
او در ۱۹۴۹ میلادی رئیس انجمن رستوران‌های ملی بود.

## خدمات عمومی

### کمیسیون‌ها
قبل از انتخابش بر شورا، کالیکوت عضوی از کمیسیون خدمات مدنی شهر بود. او به عنوان یک عضو کمیسیون خواستار بازنگری در منشور شهری شد که آن را اینگونه توصیف نمود:
شبکه عنکوبتی ۱۲۵٬۰۰۰ کلمه‌ای از عبارات پیچیده که هر مقام صادقی هنگام گیر کردن در آن بیهوده تلاش برای رها شدن از آن را می‌کند. تنها کسانی که از این شبکه سود می‌برند، معمارانی بی‌نام عنکبوتی آن هستند که نفعشان در آشوب، درگیری و مناقشات است.
او بهنگام مرگش، عضوی از کمیسیون سالن ورزشی لس آنجلس بود. کالیکوت به عنوان رئیس کمیسیون، خواستار تحقیقات کنگره در کمیته المپیک ایالات متحده در بیداری آن پیکره برای تصمیم در حمایت از دیترویت، میشیگان برای المپیک تابستانی ۱۹۶۸ به جای لس آنجلس بود، چرا که لس آنجلس وارد پیشنهاد شده بود. او که برای نمایندگی لس آنجلس در یک کمیته المپیک که سردمدار آن بود در ملاقات شیکاگو صحبت می‌کرد، گفت که کمیته «سفرهای خارجی را با پرداخت همه هزینه‌هایش دوست دارد و به همین دلیل همیشه بر سر مذاکره هر شهر ایالات متحده شکست می‌خورد».

### شورای شهر

#### انتخابات
کالیکوت برای کرسی حوزه انتخابیه ۱۲م شورای شهر لس آنجلس در ۱۹۵۳ میلادی اقدام کرد و از عضو آن زمان شورا، اد جی. داونپورت در مرحله نهایی با صرفاً ۴۴۳ رأی باخت. بعد از این که داونپورت در ژوئن ۱۹۵۳ میلادی فوت کرد، کالیکوت یکی از ۱۳ امیدوارانی بود که توسط یک کمیته شورای شهر برای جایگزینیش مورد مصاحبه قرار گرفت. او «خود ره به عنوان متفکر سیاسی بین راهی توصیف کرد و گفت که حمایت جناح چپ که به کمپین اخیر او برای شورای شهر جذب شده بودند، تنها به این دلیل که این المان نسبت به داونپورت خصومت آمیزتر است، توسعه یافت». شورا تصمیم گرفت تا بیوه داونپورت، هریت داونپورت را بر این سمت بگمارد.
با این حال در ۱۹۵۵ میلادی هریت داونپورت انتخابات را ادامه نداد و کالیکوت بر کرسی حوزه انتخابیه ۱۲م انتخاب شد. او برای یک دوره چهار ساله در ۱۹۵۹ میلادی مجدداً انتخاب شد و در انتخابات ۱۹۶۳ میلادی شرکت نکرد.
در آن دوره، حوزه انتخابیه ۱۲م در غرب داون‌تاون لس آنجلس قرار داشت، بین خیابان‌های فیگوئروا و کاتالینا. این ناحیه تقریباً توسط بلوار ونیز در جنوب و بلوار سان‌ست در شمال، خیابان کاتالینا در غرب و خیابان فیگوئروئا در شرق مرزبندی می‌شد.